# Destino Eurovisión 2021
L'ottava edizione di Destino Eurovisión si è tenuta il 20 febbraio 2020 e ha selezionato il brano rappresentante la Spagna all'Eurovision Song Contest 2021 di Rotterdam.
Il brano vincitore che Blas Cantó canterà all'Eurovision Song Contest è Voy a quedarme.

## Organizzazione
Dopo la cancellazione dell'Eurovision Song Contest 2020 a causa della pandemia di COVID-19, il 18 marzo 2020 Televisión Española (TVE) ha confermato la partecipazione del paese all'edizione del 2021, ospitata nuovamente dalla città olandese di Rotterdam, annunciando inoltre che Blas Cantó sarebbe stato nuovamente il rappresentante eurovisivo spagnolo.
Il successivo 29 dicembre l'emittente ha confermato il ritorno di Destino Eurovisión per coinvolgere il pubblico nella scelta del brano eurovisivo. Lo stesso giorno ha aperto la possibilità a tutti gli autori interessati di inviare brani per la selezione. Delle dieci canzoni in lizza, una giuria composta da esperti del settore ha selezionato le due proposte per la finale televisiva del 20 febbraio 2021.

### Sistema di voto
Dopo varie modifiche apportate nel corso negli anni, si è tornato al classico sistema secondo cui i risultati sono decretati esclusivamente dal televoto. La votazione sarà composta in due fasi: in un primo momento, a partire dal 10 febbraio fino al 20 febbraio poco prima l'inizio della selezione sia il pubblico spagnolo che quello internazionale potrà esprimere la propria preferenza attraverso il sito e l'app ufficiale di RTVE; la seconda fase di votazione sempre online, durerà 15 minuti e partirà dal momento in cui il cantante si sarà esibito con le due canzoni in gara, come in un classico televoto.

## Brani e risultati
La finale si è tenuta il 20 febbraio 2021 presso il TVE Estudio 1, ed è stata trasmessa su La 1. Durante la serata si sono esibiti come ospiti Pastora Soler, rappresentante dello stato all'Eurovision Song Contest 2012, Vanesa Martín, Edurne, rappresentante nazionale all'Eurovision Song Contest 2015, Nia, Andrés Suárez, Luis Cepeda e Roi Méndez.
| # | Brano          | Autori                                                          | Punteggio | Punteggio | Posizione |
| # | Brano          | Autori                                                          | Voti      | %         | Posizione |
| - | -------------- | --------------------------------------------------------------- | --------- | --------- | --------- |
| 1 | Voy a quedarme | Blas Cantó, Leroy Sanchez, Daniel "Dangelo" Ortega, Dan Hammond | 1.781.550 | 57,99%    | 1         |
| 2 | Memoria        | Blas Cantó, Steve Daly, Oliver Som, Leroy Sanchez               | 1.290.526 | 42,01%    | 2         |